# Circondario di Gottinga
Il circondario di Gottinga (in tedesco Landkreis Göttingen) è un circondario (Landkreis) della Bassa Sassonia, in Germania.
Capoluogo e centro maggiore è Gottinga.

## Storia
Nel 1885 il governo prussiano istituì i distretti di Gottinga, Münden e Duderstadt all'interno della Provincia di Hannover. Questi distretti sono esistiti per 88 anni, prima di essere fusi nel 1973 per formare l'attuale circondario di Gottinga. Il 1º novembre 2016 è stato riformato con l'aggiunta dell'ex distretto di Osterode.

## Geografia fisica
Il Circondario di Gottinga contiene al suo interno una parte della foresta di Bramwald, situata sulle omonime colline, ed è attraversato dal fiume Schede. Il rilievo più alto della zona è la collina Totenberg.

## Geografia antropica
Il circondario di Gottinga si compone di 7 città, 2 comuni mercato, 6 comuni e 4 comunità amministrative.
Tra parentesi i dati della popolazione al 31 dicembre 2021.

### Città
- Bad Lauterberg im Harz (10 290)
- Bad Sachsa (7 322)
- Duderstadt (comune indipendente) (20 097)
- Gottinga (Göttingen) (116 557)
- Herzberg am Harz (12 723)
- Hann. Münden (comune indipendente) (23 289)
- Osterode am Harz (comune indipendente) (21 316)

### Comuni mercato
- Adelebsen (6 170)
- Bovenden (13 972)

### Comuni
- Bad Grund (Harz) (8 094)
- Friedland (14 050)
- Gleichen (8 739)
- Rosdorf (11 941)
- Staufenberg (7 687)
- Walkenried (4 333)

### Comunità amministrative (Samtgemeinde)
- Samtgemeinde Dransfeld, con i comuni:

1. Bühren (521)
2. Dransfeld (città) (4 398)
3. Jühnde (973)
4. Niemetal (1 482)
5. Scheden (1 890)

- Samtgemeinde Gieboldehausen, con i comuni:

1. Bilshausen (2 220)
2. Bodensee (798)
3. Gieboldehausen (comune mercato) (3 965)
4. Krebeck (1 034)
5. Obernfeld (940)
6. Rhumspringe (1 763)
7. Rollshausen (840)
8. Rüdershausen (809)
9. Wollbrandshausen (647)
10. Wollershausen (512)

- Samtgemeinde Radolfshausen, con i comuni:

1. Ebergötzen (1 926)
2. Landolfshausen (1 066)
3. Seeburg (1 572)
4. Seulingen (1 329)
5. Waake (1 253)

- Samtgemeinde Hattorf am Harz

1. Elbingerode (433)
2. Hattorf am Harz * (3 982)
3. Hörden am Harz (927)
4. Wulften am Harz (1 801)